# Джон Стюарт Белл
Джон Стюарт Белл (англ. John Stewart Bell; 28 червня 1928, Белфаст, Північна Ірландія — 1 жовтня 1990, Женева, Швейцарія) — північноірландський фізик-теоретик, став відомим завдяки своїм роботам стосовно концептуальних та фундаментальних питань квантової механіки. Белл запропонував нерівності Белла, що встановлюють критерії експериментальної перевірки можливості опису фізичних систем у рамках класичного підходу з прихованими параметрами на противагу квантовій механіці. 
Белл присвятив свою кар’єру фізиці високих енергій та багато років працював теоретиком у лабораторії CERN поблизу Женеви. Окрім цього у вільний час він займався квантовою механікою та публікував результати цієї роботи часто без співавторів та в журналах, що не вимагали процедури резензування (стандартної процедури в академічній науковій спільноті). 

## Праці
- John Bell, On the Einstein Podolsky Rosen paradox, Physics 1, pp.195-200 (1964)
- John S. Bell, Beables for Quantum Field Theory w tomie Quantum Implications, Edited by B.J.Hiley and David F.Peat, London 1994
- John S. Bell on the Foundations of Quantum Mechanics, World Scientific Publishing Co Ltd, 2001, ISBN 981-02-4688-9
- John S. Bell On wave packet reduction in the Coleman-Hepp model.j, Helvetica Physica Acta t. 48 nr 1 str. 93-98